# Hypolimnas viriliformis
Hypolimnas viriliformis är en fjärilsart som beskrevs av Hans Fruhstorfer 1912. Hypolimnas viriliformis ingår i släktet Hypolimnas och familjen praktfjärilar. Inga underarter finns listade i Catalogue of Life.